# Талога (Оклахома)
Талога (англ. Taloga) — город и административный центр округа Дьюи в американском штате Оклахома. По данным переписи населения США 2020 года, численность населения составляла 288 человек.

## Население
| 2000 | 2010 | 2020 |
| ---- | ---- | ---- |
| 372  | ↘299 | ↘288 |